# (37584) Schleiden
(37584) Schleiden est un astéroïde de la ceinture principale.

## Description
(37584) Schleiden est un astéroïde de la ceinture principale. Il fut découvert le 10 octobre 1990 à Tautenburg par Freimut Börngen et Lutz Dieter Schmadel. Il présente une orbite caractérisée par un demi-grand axe de 2,21 UA, une excentricité de 0,14 et une inclinaison de 4,3° par rapport à l'écliptique.